# Christian Kaiser Verlag

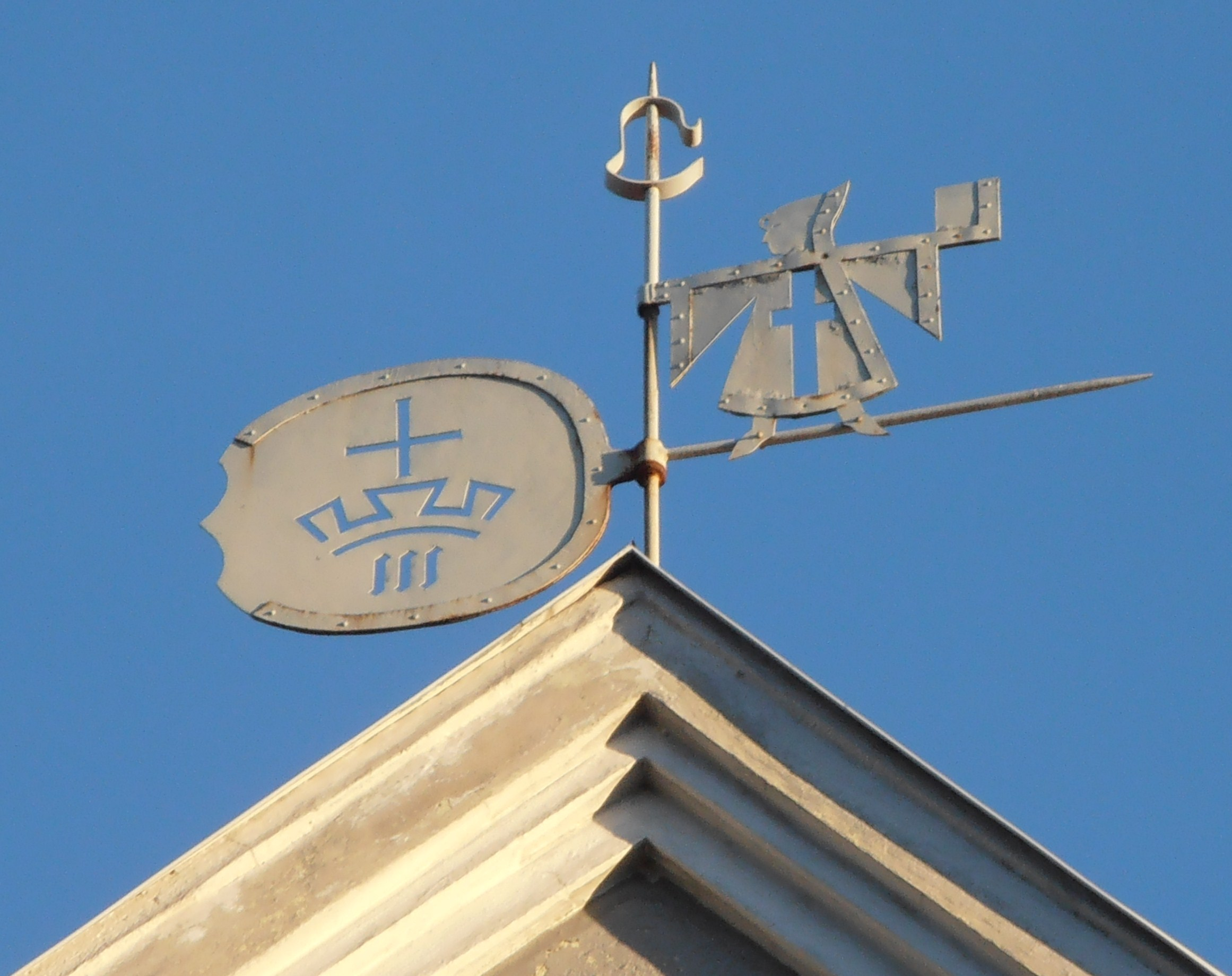
Verlagslogo als Wetterfahne auf Albert Lempps Wohnhaus in München-Schwabing

Der Christian Kaiser Verlag wurde 1845 von Wilhelm Heinrich Christian Kaiser (1814–1866) in München gegründet und spezialisierte sich bereits früh auf protestantische Schriften. Bekannt wurde der Verlag, indem er Werke von Karl Barth und der Dialektischen Theologie verlegte. Während der Zeit des Nationalsozialismus gab der Kaiser-Verlag Schriften der regimekritischen Bekennenden Kirche heraus, was 1943 zur Schließung des Verlags durch die Nationalsozialisten führte. 1946 wurde der Verlag wieder gegründet, blieb seiner Tradition treu und wurde 1993 vom Gütersloher Verlagshaus übernommen.

## Geschichte

### 1845 bis zum Ersten Weltkrieg
Nachdem Wilhelm Heinrich Christian Kaiser eine vierjährige Buchhandelslehre absolviert hatte, beantragte er 1843 die sogenannte Buchhandels-Commission in einer Stuttgarter Niederlassung der Literarisch-Artistischen Anstalt Cotta sowie bei der Kammer des Innern der königlichen Regierung Oberbayerns. Doch erst nach zähen Verhandlungen mit dem Magistrat, wurde Kaiser die Konzession 1845 erteilt. Anschließend konnte er seine erste Buchhandlung gegenüber dem Residenztheater in der Residenzstraße 18 eröffnen. Kaiser kaufte zwölf Jahre später das Haus Residenzstraße 24 und erweiterte dort seine Auslage und das Lager.
Zu Beginn hatte das Sortiment kein wirkliches Profil. Erfolg hatte er mit Heimat-, Messe- und Reiseführern sowie mit Militaria. Kaiser baute sein Verlagsprogramm ab 1850 aus und konnte durch den Buchvertrieb mit Hilfe der Kolportage in Süddeutschland erhebliche Gewinne einstreichen. Damit vollzog der Verlag den Schritt vom Hausverlag der kleinen protestantischen Gemeinde Münchens und Sammelpunkt für protestantische Wissenschaftler zu einem überregional agierenden Verlag, der ab 1856 in den Listen des Leipziger Börsenvereins aufgeführt wurde.
Kaiser starb 1866. In den folgenden 31 Jahren kümmerte sich seine Frau Albertine Kaiser um die Geschäfte. Dabei reduzierte sich der Verlagsanteil am Unternehmen immer mehr. Als auch noch die Kinder vor der Mutter starben, war Albertine Kaiser gezwungen, die Buchhandlung zu verpachten. Das Unternehmen wurde 1892 an Oskar Haßler verkauft, der alle Angestellten übernahm.
1911 erwarb der 27-jährige Albert Lempp (1884–1943) das Unternehmen. Lempp gilt bis heute als eine der wichtigsten evangelischen Verlegerpersönlichkeiten. Er eröffnete am Rathaus eine neue Buchhandlung und baute zugleich das Verlagsprogramm wieder aus. In diesem Zusammenhang nahm der Christian Kaiser Verlag nach und nach die Schriften des „freien“ bayerischen Protestantismus in sein Programm auf. Dabei waren drei liberalprotestantische Theologen aus Nürnberg besonders bedeutend: Pfarrer Friedrich Rittelmeyer (1872–1938) (Mitbegründer und Erzoberlenker der Christengemeinschaft), Pfarrer Christian Geyer (1862–1929) und Theologe Georg Schott (1882–1962), der später mit den Nationalsozialisten sympathisierte. Sie alle hatten heftige Auseinandersetzungen mit dem Münchner evangelisch-lutherischen Oberkonsistorium. Während des Ersten Weltkriegs (1914–1918) wurden verschiedene „vaterländische“ Titel in das Verlagsprogramm aufgenommen, wie dies auch bei vielen anderen Kulturverlagen erfolgte.

### Weimarer Republik – Verleger der Dialektischen Theologie
Zu Beginn der Weimarer Republik (1918/19–1933) kam es zu einem entscheidenden Wendepunkt in der Verlagsgeschichte: Georg Merz (1892–1959), Pfarrer in München-Laim und Freund von Lempp, stieß auf einen Text, der 1919 im Berner Baeschlin Verlag erschienen war: der expressionistisch-antihistoristische Römerbrief-Kommentar von Karl Barth (1886–1968). Merz war von Barths Ausführungen begeistert und prophezeite, dass Barth den Gang der Theologie lange bestimmen würde. Trotz der euphorischen Resonanz bei evangelischen Theologen konnte der Schweizer Verlag jedoch nur wenige hundert Exemplare verkaufen. Auf Merz’ Anraten kaufte Lempp die Restauflage auf und konnte diese schnell verkaufen, so dass 1922 eine Neuauflage gedruckt wurde, die dann im Christian Kaiser Verlag erschien. Damit gelang Karl Barth der Durchbruch. Er wurde einer der wichtigsten evangelischen Theologen des 20. Jahrhunderts und hatte maßgeblichen Einfluss auf die damals neue, antiliberale Dialektische Theologie (Wort-Gottes-Theologie), deren wichtigstes Medium der Kaiser-Verlag war. Besonders erfolgreich waren die zweite Auflage von Karl Barths Der Römerbrief wie auch die epochenmachende Zeitschrift dialektischer Theologie Zwischen den Zeiten, die von 1922 bis 1933 in elf Bänden erschien (die Nachfolge-Zeitschrift erschien bis 1942).
Georg Merz wurde die Aufgabe des Chef-Lektors im Kaiser-Verlag übertragen und fungierte fortan als theologischer Berater Lempps. So gab Merz im Christian Kaiser Verlag neben Karl Barth auch die Schriften weiterer zeitgenössischer Theologen wie Eduard Thurneysen, Rudolf Bultmann oder Friedrich Gogarten und legte theologische Schriftreihen auf – z. B. Zwischen den Zeiten, Theologische Existenz heute, Evangelische Theologie, Theologische Studien oder Bekennende Kirche. Damit machte der Kaiser-Verlag die „kerygmatische Theologie“ in Deutschland bekannt.
Trotz der Erfolge blieb das Verlagsprogramm verhältnismäßig klein. Nur fünf bis 16 Titel wurden zwischen 1919 und 1930 jährlich beworben. Darüber hinaus wurden Reihen veröffentlicht – z. B. das Münchner Wanderbuch (sechs Hefte – 1922 bis 1925), die Münchner Laienspiele (137 Hefte – 1923 bis 1939), die Einzelarbeiten aus der Kirchengeschichte Bayerns (20 Bände – 1925 bis 1940) oder das Jahrbuch der Luthergesellschaft (1926 bis 1936). Auch umfasste das Verlagsprogramm ein Zeitschriftenprogramm: Mehrere Jahrgänge der pazifistisch-ökumenischen Vierteljahresschrift Die Eiche (9.–16. Jg. – 1921 bis 1928) (herausgegeben von Friedrich Siegmund-Schultze), welche das deutsche Pendant der britischen Zeitschrift The Peacemaker (seit 1915: The Goodwill) sein sollte sowie die Zeitschrift für Bayerische Kirchengeschichte (1.–15. Jg. – 1926 bis 1940), die Christdeutschen Stimmen (12.–16. Jg. – 1932 bis 1936), Das Deutsche Volksspiel (1.–5. Jg. – 1933 bis 1939) (unterstützt von der Reichsstelle zur Förderung des geistigen Schrifttums) oder das Evangelische Schulblatt (68.–71. Jg. – 1934 bis 1937, 72. Jg. ab 1938 mit neuem Titel: Evangelische Unterweisung).

Friedrich Siegmund Schultze

Durch seine Arbeit als Verleger machte Albert Lempp mit dem Christian Kaiser Verlag das katholische München zu einem wichtigen Zentrum evangelischer Theologe, obwohl es an der Ludwig-Maximilians-Universität München seinerzeit noch keine evangelische theologische Fakultät gab. Wesentlich war hierbei die Unterstützung seines Freundes und Chef-Lektors Pfarrer Georg Merz. Umgekehrt war Lempp für Merz eine herausragende Verlegerpersönlichkeit, der Merz zufolge bedeutende Literatur „riechen“ zu können und der zugleich die Courage besaß, diese Titel auch später – trotz der Repressalien der Nazis – zu veröffentlichen.
In den 1920er Jahren kaufte Albert Lempp das Haus Isabellastraße 20 in Schwabing. Es diente dem Christian Kaiser Verlag als Verlagsgebäude, bis es 1986 zusammen mit der Buchhandlung im Rathaus von der Familie verkauft wurde. Optisch verlieh der Kassler Illustrator, Holzschneider, Buch- und Schriftkünstler Fritz Lometsch (1900–1992) spätestens seit 1924 dem Christian Kaiser Verlag ein charakteristisches Erscheinungsbild und entwarf auch das Signet des Verlags.
Selbst als aufgrund von Verlusten Lempps Bankhaus „Ruederer & Lang“ ab Juli 1931 insolvent ging, konnte der Verlag reibungslos weiterarbeiten. Mit Unterstützung der Notgemeinschaft der Deutschen Wissenschaft veröffentlichte Peter Barth (1888–1940) (Bruder von Karl Barth) im Christian Kaiser Verlag zwischen 1926 und 1936 eine kritische, fünfbändige Calvin-Ausgabe.

### Zeit des Nationalsozialismus – Verleger der Bekennenden Kirche

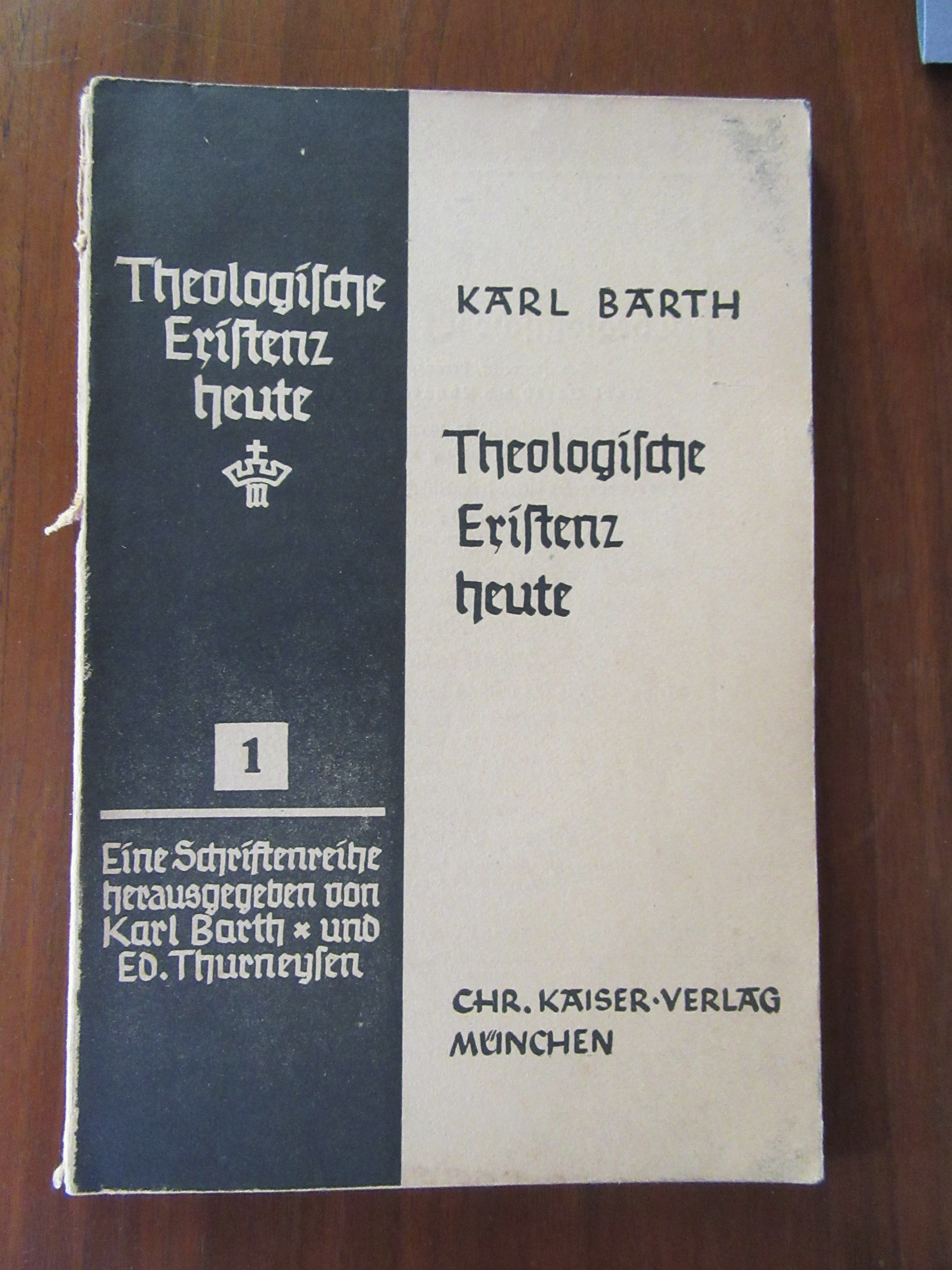
Theologische Existenz heute, Heft 1 (1933)

Während der Zeit des Nationalsozialismus (1933–1945) war der Christian Kaiser Verlag ein wichtiger Verlag der regimekritischen Bekennenden Kirche und publizierte dabei auch programmatische Texte wie Karl Barths Theologische Existenz heute (1933). In einer gleichnamigen Reihe erschienen darüber hinaus Einzeltitel wie Reformation als Entscheidung (1933), Offenbarung, Kirche, Theologie (1934) oder Gottes Wille und unsere Wünsche (1934). Ab 1935 wurde die Schriftenreihe Bekenntnis-Predigten ins Verlagsprogramm aufgenommen. 1939 erschien Wiederum stehet geschrieben von Hans Asmussen (1898–1968) und ab 1940 wurde Verkündigung und Forschung der Evangelischen Theologie halbjährlich beigelegt.
Die Veröffentlichung dieser Texte blieb nicht ohne Folgen: So kam es in Lempps Buchhandlung am Marienplatz ab 1934 zu Beschlagnahmungen von Büchern, und immer wieder wurden Werke vom NS-Regime verboten. Als Lempp neben der Zeichnung des inhaftierten Penzberger Vikars Karl Steinbauer Blick aus der Gefängniszelle Weilheim weiterhin Schriften der Bekennenden Kirche veröffentlichte, wurde er schließlich 1937 aus der Reichspressekammer als „unzuverlässig“ ausgeschlossen.
1939 erfolgte dann der Ausschluss aus der Reichsschrifttumskammer, nachdem weitere Verlagstitel verboten wurden. 1940 wurde erzwungen, den Verlag in Ev. Verlag A. Lempp / München früher Chr. Kaiser Verlag umzubenennen. 1943 wurden schließlich alle Werke beschlagnahmt, die zwischen 1940 und 1943 verlegt wurden. Das Lektorat der Reichsschrifttumsstelle des Reichsministeriums für Volksaufklärung und Propaganda führte eine Manuskriptprüfung durch, die dazu führte, dass der Verlag endgültig geschlossen wurde und die alten Produktionsbestände wegen „kriegsbedingter“ Gründe entfernt wurden. Lempp selbst erlebte dies nicht mehr, da er mit 59 Jahren am 9. Juni 1943 an den Folgen eines Schlaganfalls verstorben war.
Die prominentesten Autoren des Kaiser-Verlags in der NS-Zeit waren neben den bereits genannten unter anderem Paul Althaus (1888–1966), Rudolf Bultmann (1884–1976), Emil Brunner (1889–1966), Gerhard Ebeling (1912–2001), Karl Heim (1874–1958) Walther von Loewenich (1903–1992) oder Eduard Thurneysen (1888–1974).

### Nachkriegszeit

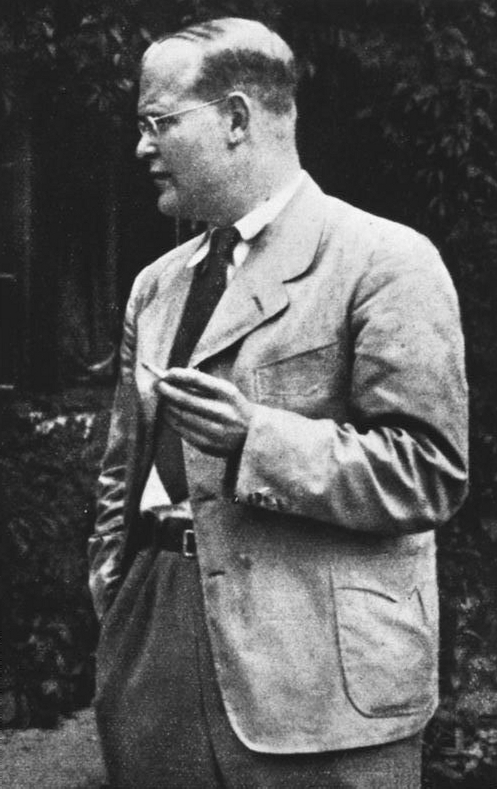
Dietrich Bonhoeffer im August 1939

Nach dem Zweiten Weltkrieg wurde der Verlag Anfang 1946 wieder gegründet und blieb seiner Tradition treu. Weiterhin wurden theologische Schriften der Wort-Gottes-Theologien und der Bekennenden Kirche verlegt, die von Karl Barth beeinflusst waren. Hierzu gehörte z. B. die Schriftenreihe Theologische Existenz heute, die bereits 1933 zum ersten Mal erschienen war und Theologen als Forum diente, die sich Barth verpflichtet fühlten.
Wichtige Werke des Verlagsprogramms der 1950er Jahre waren unter anderem die Predigtbände Martin Niemöllers (1892–1984), die von Helmut Gollwitzer (1908–1993) herausgegebene Sammlung Du hast mich heimgesucht bei Nacht. Abschiedsbriefe und Aufzeichnungen des Widerstandes 1933–1945 (1954) sowie die Briefe Dietrich Bonhoeffers (1906–1945) aus seinem Nachlass (Widerstand und Vergebung). Später erschienen weitere Schriften, die sich mit Dietrich Bonhoeffer beschäftigten und dessen Bild und Wahrnehmung nachhaltig prägten – wie die im Christian Kaiser Verlag 1967 erstmals erschienenen Biografie über Bonhoeffer von Eberhard Bethge (1909–2000). Letztlich veröffentlichte der Christian Kaiser Verlag auch eine kritische Gesamtausgabe von Dietrich Bonhoeffer. Der Verlag wandte sich darüber hinaus den Bereichen der Praktischen Theologie sowie evangelischer Religionspädagogik zu. Mit der Buchreihe Theologische Bücherei wurden alle wesentlichen Klassiker des Verlags gebündelt, darunter auch die Bände Anfänge der Dialektischen Theologie, die 1962 von Jürgen Moltmann (1926–2024) erstmals herausgegeben wurden und von denen es später mehrere Neuauflagen gab.
1968 schloss der Christian Kaiser Verlag eine Kooperation mit dem katholischen Matthias-Grünewald-Verlag aus Mainz.
Abgesehen von Bonhoeffer sind insbesondere folgende Autoren des Kaiser-Verlags in der Nachkriegszeit zu nennen:
- Kurt Aland (1915–1994)
- Paul Althaus (1888–1966)
- Christof Bäumler (1927–1996)
- Hans-Eckehard Bahr (1928–2019)
- Hans-Werner Bartsch (1915–1983)
- Hans-Dieter Bastian (* 1930)
- Georg Eichholz (1909–1973)
- Hans-Georg Geyer (1929–1999)
- Helmut Gollwitzer (1908–1993)
- Ferdinand Hahn (1926–2015)
- Oskar Hammelsbeck (1899–1975)
- Martin Honecker (1934–2021)
- Joseph L. Hromadka (1889–1969)
- Hans Joachim Iwand (1899–1960)
- Manfred Josuttis (1936–2018)
- Eberhard Jüngel (1934–2021)
- Walter Kreck (1908–2002)
- Georg Kretschmar (1925–2009)
- Fritz Lieb (1892–1970)
- Friedrich-Wilhelm Marquardt (1928–2002)
- Jürgen Moltmann (1926–2024)
- Elisabeth Moltmann-Wendel (1926–2016)
- Martin (1892–1984) und Wilhelm Niemöller (1898–1983)
- Wilhelm Niesel (1903–1988)
- Alfred de Quervain (1896–1968)
- Gerhard von Rad (1901–1971)
- John A. T. Robinson (1919–1983)
- Gerhard Sauter (* 1935)
- Edmund Schlink (1903–1984)
- Wilhelm Schneemelcher (1914–2003)
- Heinz-Horst Schrey (1911–1993)
- Luise (1934–2015) und Willy Schottroff (1931–1997)
- Hinrich Stoevesandt (* 1931)
- Gerd Theißen (* 1943)
- Heinz Eduard Tödt (1918–1991)
- Heinrich Vogel (1902–1989)
- Otto Weber (1902–1966)
- Ernst Wolf (1902–1971)
- Hans Walter Wolff (1911–1993)

### Niedergang in den 1960er und 1970er Jahren
Wegen seiner inhaltlichen Festlegung verlor der Christian Kaiser Verlag seit den 1960er Jahren teilweise den Anschluss an neue Strömungen und Entwicklungen der protestantischen Theologie. Darüber hinaus kam es zu Konflikten mit der Barth-Familie und berühmten Theologen, die in Barths Tradition standen, als der Verlag 1972 die Habilitation von Friedrich-Wilhelm Marquardt Theologie und Sozialismus: Das Beispiel Karl Barth veröffentlichte.
Als 1967 an der Münchner Ludwig-Maximilians-Universität die Evangelisch-Theologische Fakultät gegründet wurde, nahm der Christian Kaiser Verlag Kontakt zu den dort lehrenden Professoren auf. Im Rahmen der Münchener Universitätsschriften richtete der Verlag 1977 die Reihe Münchener Monographien zur historischen und systematischen Theologie ein, in der Münchner Dissertationen und Habilitationen publiziert wurden. Damit fanden liberaltheologische Perspektiven Eingang ins Verlagsprogramm – insbesondere durch Schriften des Münchner Ethik-Professors Trutz Rendtorff (1931–2016). Dies missfiel führenden Verlagsautoren – auch wegen der sogenannten Münchner Barth-Interpretationen.
Karl Gerhard Steck (1908–1983), ein liberaler Barthianer, gewann 1971 Trutz Rendtorff als Mitherausgeber der Reihe Theologischen Existenz heute, um diese Reihe für neue theologische Positionen zu öffnen. Dies führte über die Jahre hinweg zu starken Gegenreaktionen, was den Verlag dazu veranlasste, 1984 Rendtorff als Mitherausgeber zu entlassen, nachdem Steck 1983 gestorben war. 1986 wurde eine neue Reihe aufgelegt: Ökumenische Existenz heute.
Obwohl der Christian Kaiser Verlag mit den Werken von Dietrich Bonhoeffer und dem international renommierten Tübinger Systematiker Jürgen Moltmann (1926–2024) Gewinne erzielen konnte, verlor der Verlag auf der anderen Seite Geld durch theologische Schriften, die eher Nischenthemen besetzen. Um diese Situation zu überwinden, führte der Kaiser-Verlag am Rande der bayerischen Alpen im Studienzentrum Josefstal für evangelische Jugendarbeit zwischen Schliersee und Spitzingsee mehrere Arbeitstagungen zu „Praktischer Theologie“ oder „Politischer Theologie“ mit bedeutenden Autoren durch. Es war aber dem Verlag nicht möglich, damit neue, erfolgreiche Bücher auf den Weg zu bringen.

### Übernahme durch das Gütersloher Verlagshaus
1993 übernahm das Gütersloher Verlagshaus den Christian Kaiser Verlag. Zuvor musste der Verlag bereits seine Buchhandlung im Münchner Rathaus und seine theologische Fachbuchhandlung in der Schellingstraße verkaufen. Die verbliebenen Reste des Verlagsarchivs wurden in das Bertelsmann-Archiv in Gütersloh gebracht.